# EA-4038
EA-4038  é um agente químico sintético de formulação C26H42Br2N6O4.